# Björn Meyer
Björn Meyer, född 1965 i Stockholm, är en svensk musiker (basist).
Han började spela bas som nittonåring (1984) men inledde sin professionella karriär 1989 i musikgruppen Hatuey. 1994–1996 arbetade han tillsammans med Milla Jovovich där han bland annat medverkade på turnéer. 1995 grundande han folkmusikgruppen Bazar Blå tillsammans med Johan Hedin och Fredrik Gille. Musikgruppen har tillsammans gett ut fyra studioalbum och ett livealbum.

## Grupper och artistsamarbeten
- Hautey
- Milla Jovovich
- Bazar Blå